# Historyja majho życcia
„Historyja majho życcia”, znany także jako Historyja majho žyccia oraz Story Of My Life – utwór białoruskiego zespołu muzycznego Navi wydany 7 marca 2017 roku pod szyldem wytwórni MediaCube Music i umieszczony na trzeciej płycie studyjnej grupy zatytułowanej Illuminacija. Autorem i producentem utworu jest Arciom Łukianienka. 30 listopada 2016 roku ukazał się oficjalny teledysk do piosenki, za którego reżyserię odpowiadał Alaksandr Tabolski.
W styczniu 2017 roku utwór wygrał finał krajowych eliminacji eurowizyjnych po zdobyciu największej liczby 18 punktów w głosowaniu jurorów i telewidzów (w stosunku głosów 50:50), dzięki czemu został propozycją reprezentującą Białoruś w 62. Konkursie Piosenki Eurowizji organizowanym w Kijowie. Piosenka została tym samym pierwszą białoruskojęzyczną piosenką w historii konkursu, choć jej tytuł zmieniono finalnie na „Story Of My Life” celem ułatwienia komentatorom konkursowym jego wymowy. Utwór został zaprezentowany przez zespół w drugim półfinale konkursu jako czternasty w kolejności. Grupa zajęła dziewiąte miejsce ze 110 punktami, dzięki czemu awansowała do finału, w którym zaprezentowała utwór jako trzeci w kolejności i uplasowała się na 17. pozycji z 83 punktami.

## Lista utworów
Digital download
1. „Historyja majho życcia” – 2:59
2. „Historyja majho życcia” (Karaoke Version) – 2:59